# Bandeira do Mississippi
A atual bandeira do Mississippi tem como elementos principais uma magnólia branca no centro e as palavras "In God We Trust" demonstradas em um faixa azul com bordas douradas à frente de uma faixa vermelha análoga. Esta bandeira foi escolhida pela comissão estadual para redesenhar a antiga e foi aprovada a partir de um referendo estadual ocorrido em 3 de novembro de 2020. Posteriormente, foi aprovada pela legislatura estadual em 6 de janeiro de 2021 e se tornou a bandeira oficial do estado no dia 11 do mesmo mês. Ela substitui então a bandeira anteriormente utilizada que exibia a insígnia da Guerra de Secessão dos Estados Unidos no canto superior esquerdo.

## Bandeiras antigas

### Bandeira de 1861
Quando o Mississippi saiu da União a 9 de janeiro de 1861, como símbolo da independência, a bandeira da Flórida Ocidental foi hasteada sobre o edifício do capitólio em Jackson. A 26 de janeiro, o estado então adotou oficialmente uma nova bandeira, que incluía a bandeira da Flórida Ocidental no cantão e uma magnólia no centro do campo, ficando conhecida como a "bandeira da magnólia".

### Bandeira de 2001
A 17 de abril de 2001, um referendo para mudar a bandeira foi feito aos eleitores do Mississippi. A proposta pretendia substituir a bandeira de Guerra de Secessão por um cantão azul com 20 estrelas. O anel exterior de 13 estrelas representaria as Treze Colônias originais, o anel de seis estrelas representaria as seis nações que já foram soberanas do território do Mississippi. A estrela do meio, ligeiramente maior, representaria o próprio Mississippi. As vinte estrelas representariam também o estatuto do Mississippi de vigésimo membro dos Estados Unidos. A bandeira proposta foi claramente preterida na votação, numa relação de 65% para 35%.

### Bandeira de 2020
Em 2020, ano em que ocorreram diversos protestos contra o racismo impulsionados pela morte de George Floyd, ocorreu uma nova oportunidade para alterar a bandeira do estado. Após a aprovação da remoção da bandeira pelo congresso local, o governador Tate Reeves assinou uma lei que removia a então bandeira do estado (com o símbolo confederado) de edifícios públicos e iniciou os tramites para realizar um novo referendo de substituição da bandeira.
O referendo ocorreu em 3 de novembro de 2020. O resultado foi 72,9% dos votos a favor da adoção de uma nova bandeira e 27,1% contra. Com isso, o Mississippi se tornou o último estado americano a retirar o símbolo dos Confederados de sua bandeira.